# Erin Prairie
Erin Prairie es un pueblo ubicado en el condado de St. Croix en el estado estadounidense de Wisconsin. En el Censo de 2010 tenía una población de 688 habitantes y una densidad poblacional de 7,47 personas por km².

## Geografía
Erin Prairie se encuentra ubicado en las coordenadas 45°4′20″N 92°25′34″O / 45.07222, -92.42611. Según la Oficina del Censo de los Estados Unidos, Erin Prairie tiene una superficie total de 92.15 km², de la cual 91.76 km² corresponden a tierra firme y (0.43%) 0.39 km² es agua.

## Demografía
Según el censo de 2010, había 688 personas residiendo en Erin Prairie. La densidad de población era de 7,47 hab./km². De los 688 habitantes, Erin Prairie estaba compuesto por el 95.93% blancos, el 0.15% eran afroamericanos, el 0.29% eran amerindios, el 1.16% eran asiáticos, el 0% eran isleños del Pacífico, el 0.58% eran de otras razas y el 1.89% pertenecían a dos o más razas. Del total de la población el 1.02% eran hispanos o latinos de cualquier raza.